# Johannes Geis
Johannes Geis (Schweinfurt, 17 de agosto de 1993) é um futebolista alemão que atua como volante. Atualmente defende o Unterhaching.

## Carreira
Johannes Geis começou sua carreira no Greuther Fürth em 2010.